# An an (magazine)
An An (écrit an an) est un hebdomadaire féminin japonais. C'est l'un des plus anciens et populaires magazine de ce type au Japon,. En 2009 il est décrit par Japan Today comme « le magazine féminin mega-populaire ». C'est aussi l'un de ceux qui se vend le mieux.

## Historique
Le magazine est lancé comme un dérivé du magazine français Elle et est nommé Elle Japon,. Le premier numéro est publié le 20 mars 1970,,. Le magazine est renommé an an en 1982, qui est le nom d'un panda. Son contenu est aussi changé pour suivre les évolutions de la japonaise. Il est publié chauqe mardi,.
À la fin des années 1990, an an commence à être publié deux fois par semaine.
L'éditeur est Magazine House Ltd., anciennement Heibun Shuppan, situé à Tokyo,.
an an  propose des articles sur la mode, le maquillage et les relations. Cependant, l'accent est mis sur l'image et les publicités plutôt que sur le texte. Bien que des vedettes aient parfois fait la couverture, an an n'est pas un magazine people. Depuis 1984, il publie chaque année un numéro spécial consacré à la sexualité.
En 1976, un équivalent masculin, intitulé Popeye est lancé.
Au milieu des années 1990, son lectorat est composé essentiellement de jeunes femmes entre 19 et 27 ans, célibataires, travaillant dans un bureau ou étudiant à l'université.

## Ventes
Entre 1970 et 2009, entre 540 et 720 000 exemplaires sont publiés chaque semaine. Dans les années 1990 la moyenne est de 650 000 exemplaires. En 2006 the magazine vend 280,683 exemplaires.